# Grand Prix moto de France 1972
Le Grand Prix moto de France 1972 est la deuxième manche du Championnat du monde de vitesse moto 1972. La compétition s'est déroulée du 6 au 7 mai 1972 sur le Circuit de Charade à Clermont-Ferrand. C'est la 38e édition du Grand Prix moto de France et la 16e édition comptant pour le championnat du monde.

## Résultats des 500 cm³
| Pos | Pilote              | Moto      | Temps/Écart       | Points |
| --- | ------------------- | --------- | ----------------- | ------ |
| 1   | Giacomo Agostini    | MV Agusta | 1 h 05 min 47 s 3 | 15     |
| 2   | Christian Bourgeois | Yamaha    | +1 min 49 s 2     | 12     |
| 3   | Rob Bron            | Suzuki    | +2 min 28 s 2     | 10     |
| 4   | Bruno Kneubühler    | Yamaha    | +2 min 28 s 4     | 8      |
| 5   | André Pogolotti     | Suzuki    | +2 min 43 s 0     | 6      |
| 6   | Bosse Granath       | Husqvarna | +2 min 52 s 2     | 5      |
| 7   | Billie Nelson       | Yamaha    | +2 min 53 s 2     | 4      |
| 8   | Guido Mandracci     | Suzuki    | +3 min 01 s 1     | 3      |
| 9   | Kurt-Ivan Carlsson  | Yamaha    | +3 min 07 s 3     | 2      |
| 10  | Kim Newcombe        | König     | +3 min 20 s 3     | 1      |
| 11  | ...                 | ...       |                   |        |

## Résultats des 350 cm³
| Pos | Pilote               | Moto      | Temps             | Points |
| --- | -------------------- | --------- | ----------------- | ------ |
| 1   | Jarno Saarinen       | Yamaha    | 1 h 10 min 13 s 9 | 15     |
| 2   | Teuvo Länsivuori     | Yamaha    | +30 s 0           | 12     |
| 3   | Renzo Pasolini       | Aermacchi | +2 min 15 s 8     | 10     |
| 4   | Giacomo Agostini     | MV Agusta | +2 min 16 s 1     | 8      |
| 5   | János Drapál         | Yamaha    |                   | 6      |
| 6   | Dieter Braun         | Yamaha    |                   | 5      |
| 7   | Eduardo Celso-Santos | Yamaha    |                   | 4      |
| 8   | Bruno Kneubühler     | Yamaha    |                   | 3      |
| 9   | Michel Rougerie      | Aermacchi | +1 tour           | 2      |
| 10  | Bosse Granath        | Yamaha    |                   | 1      |
| 11  | ...                  | ...       |                   |        |

## Résultats des 250 cm³
| Pos | Pilote              | Moto      | Temps             | Points |
| --- | ------------------- | --------- | ----------------- | ------ |
| 1   | Phil Read           | Yamaha    | 1 h 01 min 24 s 9 | 15     |
| 2   | Renzo Pasolini      | Aermacchi | +18 s 1           | 12     |
| 3   | Hideo Kanaya        | Yamaha    |                   | 10     |
| 4   | Jarno Saarinen      | Yamaha    |                   | 8      |
| 5   | Werner Pfirter      | Yamaha    |                   | 6      |
| 6   | Teuvo Länsivuori    | Yamaha    |                   | 5      |
| 7   | Walter Sommer       | Yamaha    |                   | 4      |
| 8   | Christian Bourgeois | Yamaha    |                   | 3      |
| 9   | Dieter Braun        | Maico     |                   | 2      |
| 10  | Börje Jansson       | Derbi     |                   | 1      |
| 11  | ...                 | ...       |                   |        |

## Résultats des 125 cm³
| Pos | Pilote            | Moto       | Temps         | Points |
| --- | ----------------- | ---------- | ------------- | ------ |
| 1   | Gilberto Parlotti | Morbidelli | 57 min 08 s 6 | 15     |
| 2   | Chas Mortimer     | Yamaha     | +17 s 5       | 12     |
| 3   | Börje Jansson     | Maico      | +20 s 0       | 10     |
| 4   | Dave Simmonds     | Kawasaki   | +22 s 3       | 8      |
| 5   | Thierry Tchernine | Yamaha     |               | 6      |
| 6   | Harald Bartol     | Suzuki     |               | 5      |
| 7   | Ramon Jimenez     | Yamaha     |               | 4      |
| 8   | Seppo Kangasniemi | Maico      |               | 3      |
| 9   | Michel Rougerie   | Aermacchi  |               | 2      |
| 10  | Matti Salonen     | Yamaha     |               | 1      |
| 11  | ...               | ...        |               |        |

## Résultats des Side-Cars
| Pos | Pilote                | Passager             | Moto        | Temps         | Points |
| --- | --------------------- | -------------------- | ----------- | ------------- | ------ |
| 1   | Heinz Luthringshauser | Hans-Jürgen Cusnik   | BMW         | 55 min 06 s 7 | 15     |
| 2   | Siegfried Schazu      | Wolfgang Kalauch     | BMW         |               | 12     |
| 3   | Richard Wegener       | Adi Heinrichs        | BMW         |               | 10     |
| 4   | Tony Wakefield        | Alex MacFadzean      | BMW         |               | 8      |
| 5   | Rolf Steinhausen      | Werner Kapp          | König       |               | 6      |
| 6   | Wolfgang Klenk        | Norbert Scherer      | BMW         |               | 5      |
| 7   | Michel Pourcelet      | Claude Domin         | BMW         |               | 4      |
| 8   | Bill Currie           | Keith Scott (pilote) | GSM-Weslake |               | 3      |
| 9   | Willy Meier           | Hansueli Gehrig      | BMW         |               | 2      |
| 10  | Marcel Maire          | Marc Kaufmann        | BMW         |               | 1      |
| 11  | ...                   | ...                  |             |               |        |